# Sabine Klapp
Sabine Klapp (* 8. Dezember 1974 in Hofgeismar) ist eine deutsche Historikerin.

## Leben
Sabine Klapp studierte Mittlere und Neuere Geschichte, Vor- und Frühgeschichte und Politikwissenschaft an der Universität Mainz. Im Jahr 2003 legte sie das Magisterexamen ab. Von 2003 bis 2006 war sie wissenschaftliche Mitarbeiterin im Arbeitsbereich Mittlere und Neuere Geschichte und Vergleichende Landesgeschichte an der Universität Mainz und von 2006 bis 2011 wissenschaftliche Mitarbeiterin an der Universität Trier am Lehrstuhl für Mittelalterliche Geschichte. Im Jahr 2009 wurde sie mit einer von Sigrid Hirbodian betreuten Studie über die Äbtissinnen der unterelsässischen Frauenstifte im Mittelalter und der Reformationszeit promoviert. Von 2011 bis 2017 lehrte sie als Akademische Rätin am Institut für Geschichtliche Landeskunde an der Universität Tübingen. Seit 2017 ist Sabine Klapp Direktorin am Institut für pfälzische Geschichte und Volkskunde.
Ihre Forschungsschwerpunkte liegen in der Landesgeschichte, der Frauen- und Geschlechtergeschichte und der Geschichte religiöser Gemeinschaften in Mittelalter und Neuzeit. Sie ist Mitglied im Wissenschaftlichen Fachbeirat zur Gedenkarbeit in Rheinland-Pfalz, im Kuratorium der Siebenpfeiffer-Stiftung, der Pfälzischen Gesellschaft zur Förderung der Wissenschaften, im Ausschuss des Historischen Vereins der Pfalz und im Alemannischen Institut.

## Schriften
Monographie
- Das Äbtissinnenamt in den unterelsässischen Frauenstiften vom 14. bis zum 16. Jahrhundert: Umkämpft, verhandelt, normiert (Studien zur Germania Sacra, Neue Folge 3), Berlin, Boston 2012.

Herausgeberschaft
- gemeinsam mit Jan Keupp und Jörg Peltzer: 800 Jahre Stadt Annweiler. Mittelalterliche Befunde und neuzeitliche Sinnstiftungen (Veröffentlichungen der Kommission des Landtages für die Geschichte des Landes Rheinland-Pfalz 33), Ubstadt-Weiher, Heidelberg u. a. 2021.
- gemeinsam mit Jürgen Keddigkeit, Matthias Untermann u. a.: Pfälzisches Klosterlexikon. Handbuch der pfälzischen Stifte, Klöster und Kommenden. Band 5: T–Z, Kaiserslautern 2019.
- gemeinsam mit Sigrid Hirbodian und Tjark Wegner: Frauen in Württemberg (Landeskundig. Tübinger Vorträge zur Landesgeschichte 1), Ostfildern 2016.
- gemeinsam mit Sigrid Hirbodian und Christian Jörg: Methoden und Wege der Landesgeschichte (Landesgeschichte 1), Sigmaringen 2015.
- gemeinsam mit Sigrid Hirbodian, Christian Jörg und Jörg R. Müller: Pro multis beneficiis. Festschrift für Friedhelm Burgard. Forschungen zur Geschichte der Juden und des Trierer Raums (Trierer Historische Forschungen 68), Trier 2012.
- gemeinsam mit Sigrid Schmitt: Städtische Gesellschaft und Kirche im Spätmittelalter. Kolloquium Dhaun 2004 (Geschichtliche Landeskunde 62), Stuttgart 2008.

Aufsätze und Lexikonartikel in Auswahl
- Die Pfalzgräfinnen und Neustadt im 14. Jahrhundert. Weibliches Stiftungsverhalten am Beispiel Beatrix’ von Berg und Elisabeths von Namur, in: Spieß, Pirmin; Peltzer, Jörg u. a. (Hrsg.): Neustadt und die Pfalzgrafschaft im Mittelalter (Stiftung zur Förderung der pfälzischen Geschichtsforschung. Reihe B: Abhandlungen zur Geschichte der Pfalz 22), Neustadt an der Weinstraße 2021, S. 157–171.
- „... gäbe fast die Veranlassung, von einer besonderen pfälzischen Frauenbewegung zu sprechen“. Der „Verband pfälzischer Ortsgruppen des Vereins für Fraueninteressen“ zu Beginn des 20. Jahrhunderts, in: Wiegand, Hermann; Kümper, Hiram u. a. (Hrsg.): Reformation – Aufklärung, Revolution, Emanzipation. Beiträge zur Kultur-, politischen Ideen- und südwestdeutschen Landesgeschichte. Festschrift für Wilhelm Kreutz zum 70. Geburtstag, Ubstadt-Weiher u. a. 2020, S. 263–277.
- Das Speyerer Beginenhaus „zum Mandelbaum“ am Ausgang des Mittelalters. Edition und Kommentar der Hausordnung und des Eides der Meisterin von 1511, in: Mitteilungen des Historischen Vereins der Pfalz 116 (2018), S. 273–287.
- Geistliche Frauen – mächtige Frauen?, in: Hirbodian, Sigrid; Klapp, Sabine; Wegner, Tjark (Hrsg.): Frauen in Württemberg (Landeskundig. Tübinger Vorträge zur Landesgeschichte 1), Ostfildern 2016, S. 81–105.
- Negotiating Autonomy: Canons in Late Medieval „Frauenstifte“, in: Griffiths, Fiona/Hotchin, Julie (Hrsg.): Partners in Spirit: Women, Men, and Religious Life in Germany, 1100–1500 (Medieval women. Texts and contexts 24), Turnhout 2014, S. 367–400.
- Pragmatische Schriftlichkeit in Straßburger Frauenklöstern des späten Mittelalters, in: Heinzer, Felix; Mossman, Stephen; Palmer, Nigel (Hrsg.): Lesen und Schreiben in der Stadt. Literaturbetrieb im spätmittelalterlichen Straßburg (Kulturtopographie des Alemannischen Raums 4), Berlin 2012, S. 207–232.
- Büßen, Beten, Beichten. Beobachtungen zum „Tagebuch“ der Trierer Chorfrau Angela von Holfels, in: Hirbodian, Sigrid u. a. (Hrsg.): Pro multis beneficiis. Festschrift für Friedhelm Burgard. Forschungen zur Geschichte der Juden und des Trierer Raums (Trierer Historische Forschungen 68), Trier 2012, S. 479–497.
- Stift, Familie, Geschlecht. Handlungsspielräume der Äbtissinnen der unterelsässischen Kanonissenstifte vom 14. bis zum 16. Jahrhundert, in: Schiersner, Dietmar u.a (Hrsg.): Adelige Damenstifte Oberschwabens in der Frühen Neuzeit. Selbstverständnis, Spielräume, Alltag (Veröffentlichungen der Kommission für geschichtliche Landeskunde in Baden-Württemberg. Reihe B, Forschungen 187), Stuttgart 2011, S. 107–129.